# Leïla Slimani

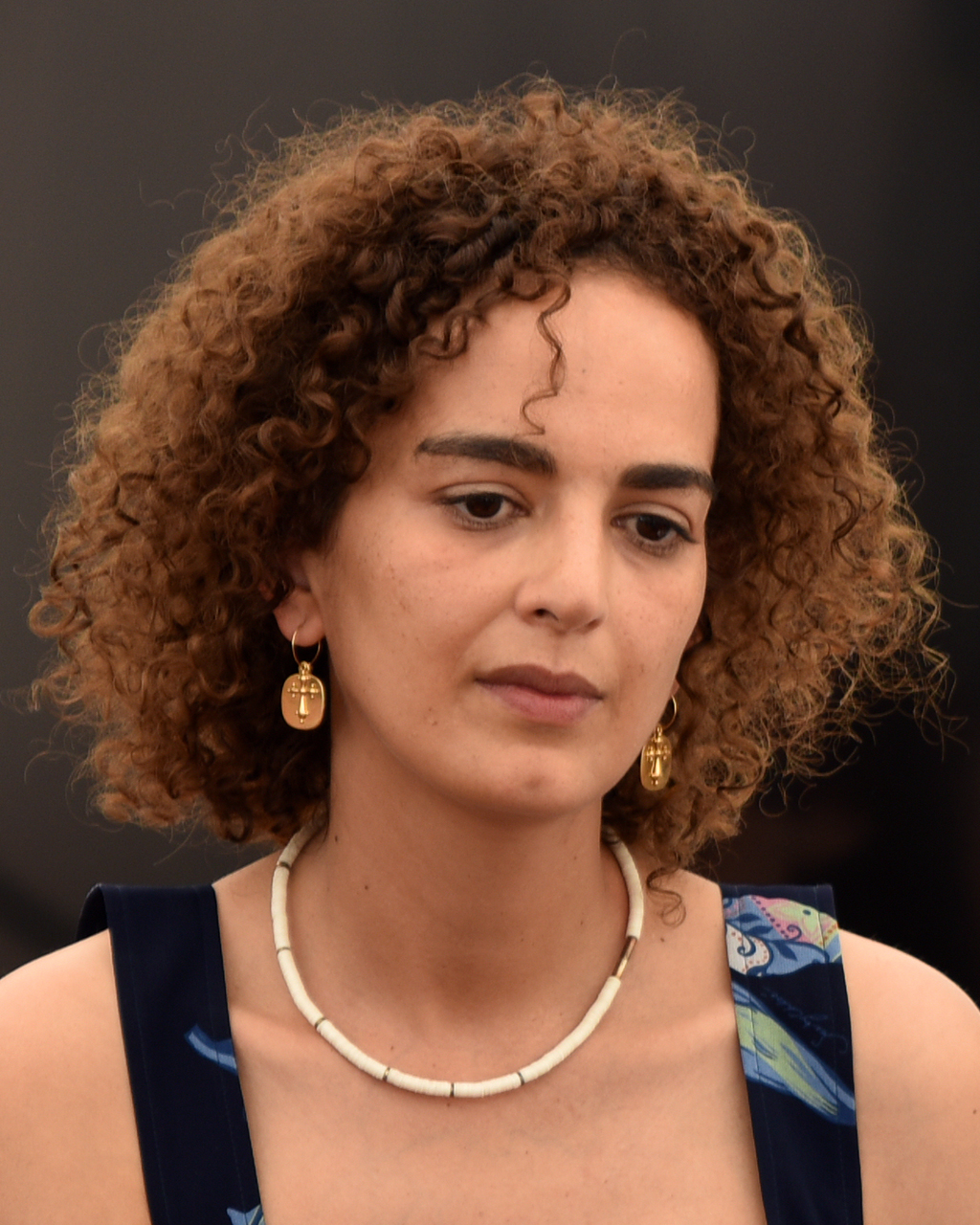
Leïla Slimani (2022)

Leïla Slimani (* 3. Oktober 1981 in Rabat, Marokko) ist eine französisch-marokkanische Schriftstellerin und Journalistin. Für ihren Roman Chanson douce wurde sie 2016 mit dem Prix Goncourt ausgezeichnet.

## Leben und Werk
Slimani ist die mittlere dreier Töchter des Ökonomen Othman Slimani und der HNO-Ärztin Béatrice-Najat Dhobb Slimani. Sie besuchte die Schule in Rabat. 1999 ging sie nach Paris und studierte Medien und Politik am Institut d’études politiques de Paris und an der ESCP Europe. Nach ihrem Studium besuchte sie den Cours Florent und versuchte sich kurzzeitig als Schauspielerin. Sie arbeitete seit 2008 als Journalistin für das Magazin Jeune Afrique, für das sie über nordafrikanische Themen berichtete. Sie veröffentlichte 2014 mit Dans le jardin de l’ogre ihren ersten Roman, der in Marokko mit dem Prix de La Mamounia ausgezeichnet wurde. Zwei Jahre später folgte der psychologische Thriller Chanson douce. Dieser entwickelte sich mit einer Auflage von mehr als 76.000 Exemplaren innerhalb von zweieinhalb Monaten bereits vor seiner Auszeichnung mit dem Prix Goncourt zu einem Bestseller. Innerhalb eines Jahres nach der Veröffentlichung wurden insgesamt 600.000 Exemplare verkauft. Im Jahr 2019 kam die Verfilmung des Romans in die französischen Kinos, in der Karin Viard die Hauptrolle übernahm.
Im deutschsprachigen Raum erschien 2017 neben der deutschen Übersetzung von Chanson douce (als Dann schlaf auch du bei Luchterhand) auch ihre Kurzgeschichte Dornröschen in der Anthologie L’amour toujours – toujours l’amour? Junge französische Liebesgeschichten.
Im Jahr 2018 wurde Slimani von Emmanuel Macron in die Internationale Organisation der Frankophonie berufen, eine Organisation von 84 französischsprachigen Ländern, die die französische Sprache fördert.
Seit 2020 erscheint Slimanis autobiographisch gefärbte Trilogie Le Pays des autres über drei Generationen einer marokkanisch-französischen Familie. Band 1 hatte „Marokkos Weg nach dem Zweiten Weltkrieg bis zur Unabhängigkeit von Frankreich 1956 im Blick“, Band 2 von 2022 „die späten 60er Jahre bis Mitte der 70er Jahre, in der Zerrissenheit zwischen kolonialem Erbe und einer autoritären Monarchie“. Band 3 nun, J’emporterai le feu („Ich werde das Feuer mitnehmen“) spielt in den 1980er bis 2000er Jahren und zeigt eine neue Generation, die zwischen Tradition und Globalisierung steht, autobiographisch gefärbt durch die Figur des Vaters Mehdi, der wie Slimanis Vater ins Gefängnis muss, aber anders als die Autorin ist die Protagonistin Mia lesbisch, wodurch die Thesen aus ihrem Buch Sexe et Mensonges literarisch aufgearbeitet werden.
2021 zog Slimani mit ihrer Familie nach Lissabon, um dort in Ruhe an ihrer Romantrilogie arbeiten zu können.
Im Jahr 2025 wurde sie beim 78. Filmfestival von Cannes als Jurymitglied des Hauptwettbewerbs ausgewählt.

## Werke
- La Baie de Dakhla: itinérance enchantée entre mer et désert. Malika Éditions, Casablanca 2013, ISBN 978-9954-0-3766-9.
- Dans le jardin de l'ogre. Éditions Gallimard, Paris 2014, ISBN 978-2-07-014623-9.
  - Amelie Thoma (Übersetzerin): All das zu verlieren. Luchterhand, München  2019, ISBN 978-3-630-87553-8.
- Chanson douce. Éditions Gallimard, Paris 2016, ISBN 978-2-07-019667-8.
  - Amelie Thoma (Übersetzerin): Dann schlaf auch du. Luchterhand, München 2017, ISBN 978-3-630-87554-5.
- Le diable est dans les détails. Éditions de l'Aube, La Tour-d’Aigues 2016, ISBN 978-2-8159-2144-2.
  - Amelie Thoma (Übersetzerin): Warum so viel Hass? btb, München 2019, ISBN 978-3-442-71728-6.
- Sexe et Mensonges. La vie sexuelle au Maroc. Les Arènes, Paris 2017, ISBN 978-2-35204-568-7.
  - Amelie Thoma (Übersetzerin): Sex und Lügen. Gespräche mit Frauen aus der islamischen Welt. btb, München 2018, ISBN 978-3-442-71681-4.
- Paroles d'honneur. Les Arènes, Paris 2017, ISBN 978-2-35204-654-7.
  - Kerstin Behre (Übersetzerin): Hand aufs Herz. Illustriert von Laetitia Coryn. Avant, Berlin 2018, ISBN 978-3-945034-95-8.
- Le Pays des autres 1: La guerre, la guerre, la guerre. Éditions Gallimard, Paris 2020, ISBN 978-2-07-289312-4.
  - Amelie Thoma (Übersetzerin): Das Land der Anderen. Luchterhand, München 2021, ISBN 978-3-630-87646-7.
- Le parfum des fleurs la nuit. Éditions Stock, Paris 2021, ISBN 978-2-23-408830-6.
  - Amelie Thoma (Übersetzerin): Der Duft der Blumen bei Nacht. Luchterhand, München 2022, ISBN 978-3-630-87687-0.
- Le Pays des autres 2: Regardez-nous danser. Éditions Gallimard, Paris 2022, ISBN 978-2-07-297255-3.
  - Amelie Thoma (Übersetzerin): Schaut, wie wir tanzen. Luchterhand, München 2022, ISBN 978-3-630-87647-4.

- Le Pays des autres 3: J’emporterai le feu. Éditions Gallimard, Paris 2024, ISBN 978-2-07-309836-8.

## Dokumentationen
- Andreas Nickel, Mathias Schellenberg: Durch die Nacht mit: Leïla Slimani und Kamel Daoud. Arte, 5. November 2017 (55 Min.) nicht mehr abrufbar, 12. Januar 2023
- Barbara Wahlster: Leila Slimani auf dem blauen Sofa . ZDF, 13. Oktober 2017 (24 Min.)
- Simone Hamm: Macht, Lügen und Geheimnisse – Starautorin Leila Slimani. In: WDR3 Kulturfeature. WDR 3, 4. Februar 2023, abgerufen am 7. März 2023 (Audio, 54:28 Min., verfügbar bis 27. Januar 2028).